# Gebhardite
La gebhardite è un minerale.